# Garibaldimonument (Buenos Aires)

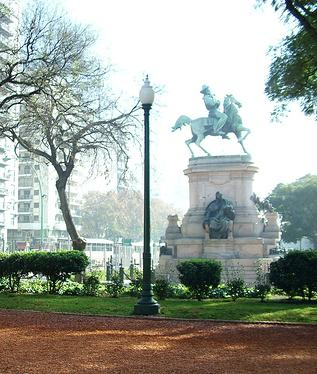
Het monument voor Giuseppe Garibaldi op de Plaza Italia

Het Garibaldimonument is een ruiterstandbeeld van Giuseppe Garibaldi op de Plaza Italia in Buenos Aires, in de wijk Palermo.
Giuseppe Garibaldi (1807–1882) speelde een grote rol in de Risorgimento, de Italiaanse eenwording. Op vroege leeftijd moest hij Italië verlaten na deelname aan een mislukte revolutie. Na deelname aan een republikeinse opstand in Brazilië kwam hij uiteindelijk in Uruguay terecht waar hij tijdens de Uruguayaanse burgeroorlog lid was van een Italiaans garnizoen. Samen met zijn Braziliaanse vrouw en medestrijdster Anita Garibaldi keerde hij uiteindelijk terug naar Italië om daar leiding te geven aan de Risorgimento
Dit standbeeld is aan de stad Buenos Aires geschonken door inwoners van Italiaanse komaf. Het is gemaakt door de Italiaanse beeldhouwer Eugenio Maccagnani als een replica van een beeld in Brescia, en het werd ingehuldigd op 19 juni 1904.

## Afbeeldingen

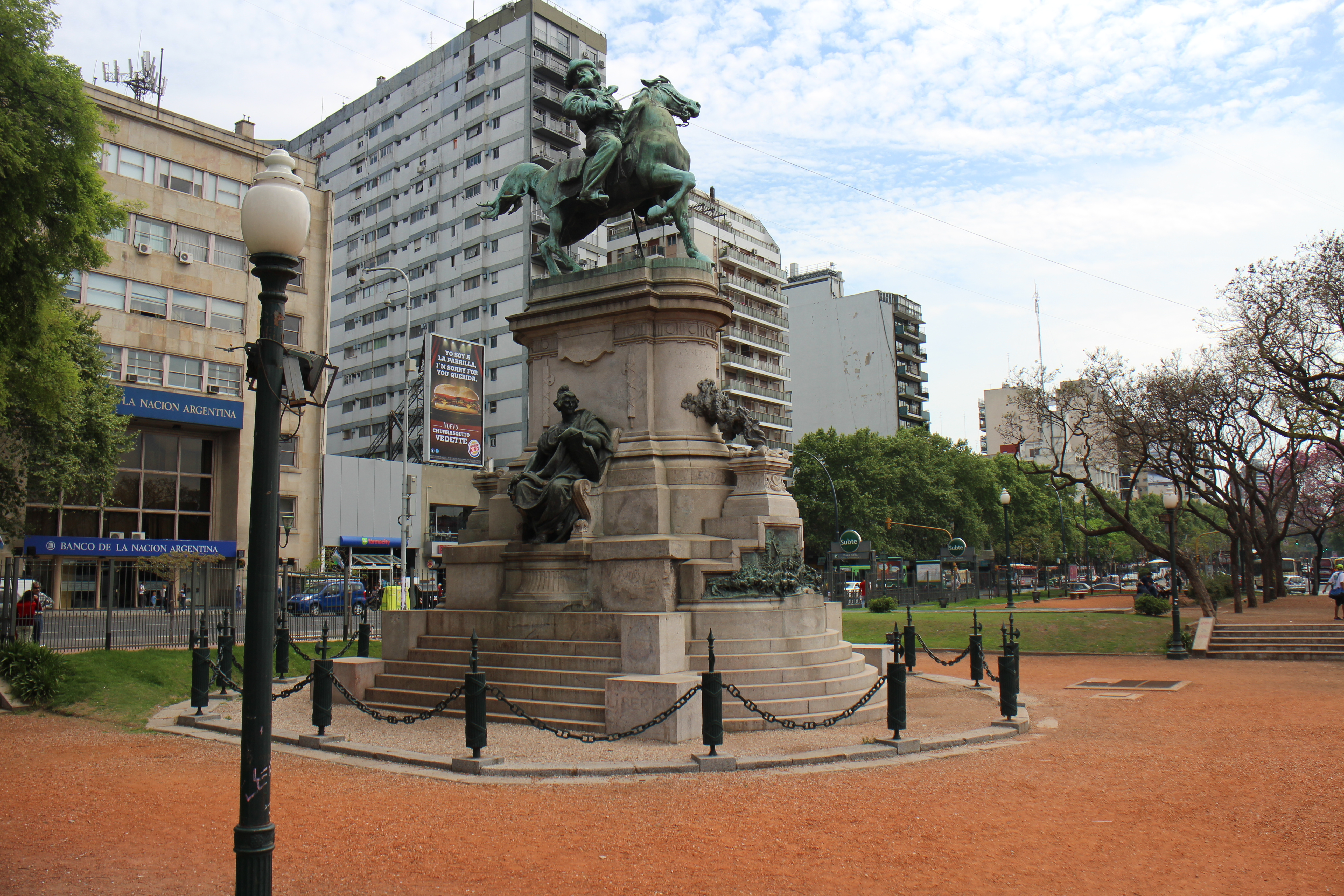
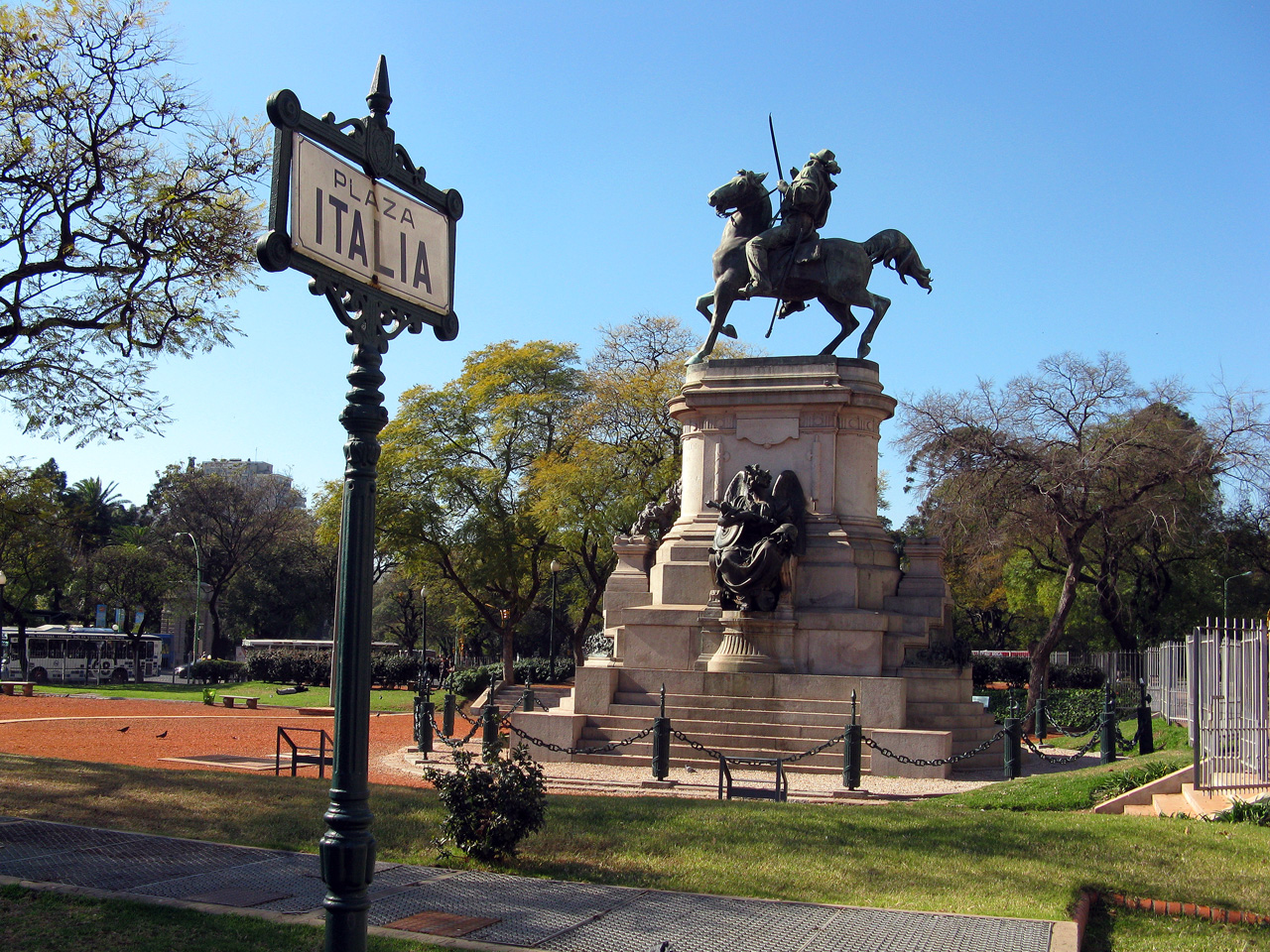
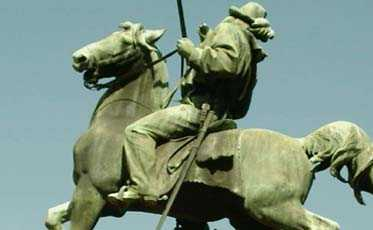